# لوکا پلگرینی (بازیکن فوتبال، زاده ۱۹۶۳)
لوکا پلگرینی (انگلیسی: Luca Pellegrini؛ زادهٔ ۲۴ مارس ۱۹۶۳) بازیکن فوتبال اهل ایتالیا است.
از باشگاه‌هایی که در آن بازی کرده‌است می‌توان به باشگاه فوتبال هلاس ورونا، باشگاه فوتبال تورینو، باشگاه فوتبال سمپدوریا، و باشگاه فوتبال وارزه اشاره کرد.
وی همچنین در تیم ملی فوتبال Italy B بازی کرده‌است.